# Tyrrell 026
Chronologie des modèles (1998)
Tyrrell 025
La Tyrrell 026 est la monoplace de Formule 1 engagée par l'écurie Tyrrell Racing lors de la saison 1998 de Formule 1. Elle est pilotée par le Brésilien Ricardo Rosset et le Japonais Toranosuke Takagi. La Tyrrell 026 est dotée d'un moteur Ford-Cosworth vieux de deux ans, responsable de la plupart des abandons des pilotes de l'écurie.

## Historique

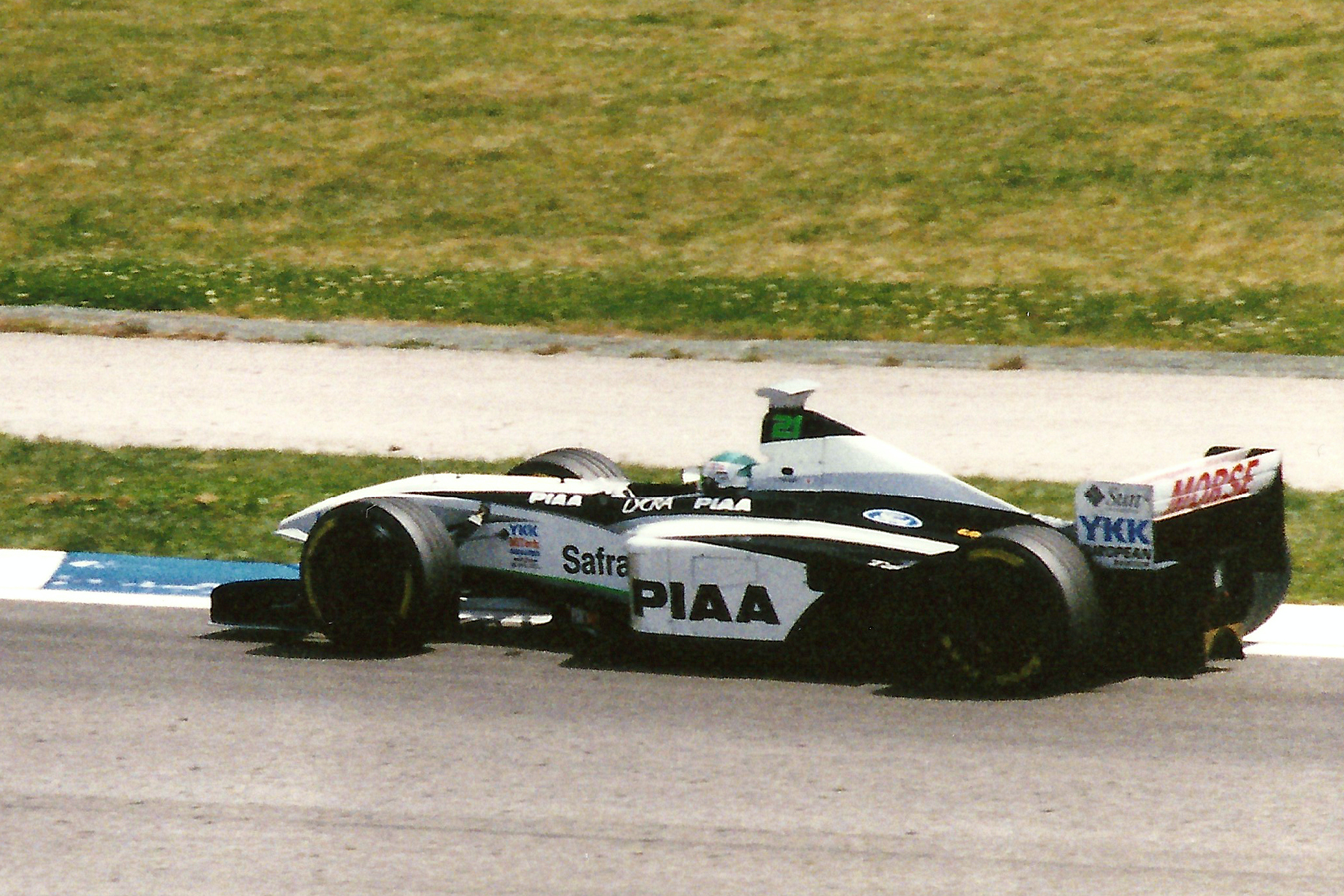
La Tyrrell 026 de Toranosuke Takagi lors du Grand Prix d'Espagne 1998.

La saison 1998 est une année de transition pour l'écurie britannique rachetée à la fin de l'année 1997 par British American Tobacco, qui fondera en 1999 l'écurie British American Racing. Le fondateur et directeur sportif de l'écurie, Ken Tyrrell, cède sa place à l'homme d'affaires Craig Pollock, par ailleurs manager de Jacques Villeneuve.
La Tyrrell 026 est la monoplace la moins performante du plateau et ne peut se battre qu'avec les Scuderia Minardi, Ricardo Rosset ne parvenant pas à se qualifier à cinq reprises alors que tous les autres pilotes se qualifient pour toutes les manches du championnat. La meilleure performance du Brésilien est une huitième place au Grand Prix du Canada alors qu'il était parti à la vingt-deuxième et dernière place, profitant des abandons de la plupart de ses adversaires.
En Belgique, un carambolage impliquant Ricardo Rosset, parti vingtième, entraîne l'organisation d'un second départ, auquel le pilote brésilien ne prend pas part, sa voiture étant trop endommagée. Toranosuke Takagi, qui effectue sa première saison en Formule 1, est un peu plus performant que son coéquipier : il se qualifie pour toutes les courses et sa meilleure performance est une neuvième place au Grand Prix de Grande-Bretagne, résultat qu'il réitère en Italie.
À la fin de la saison, Tyrrell Racing termine onzième et dernier du championnat des constructeurs et devient British American Racing la saison suivante. La Tyrrell 026 est engagée en course lors du championnat Euroboss.

## Résultats en championnat du monde de Formule 1

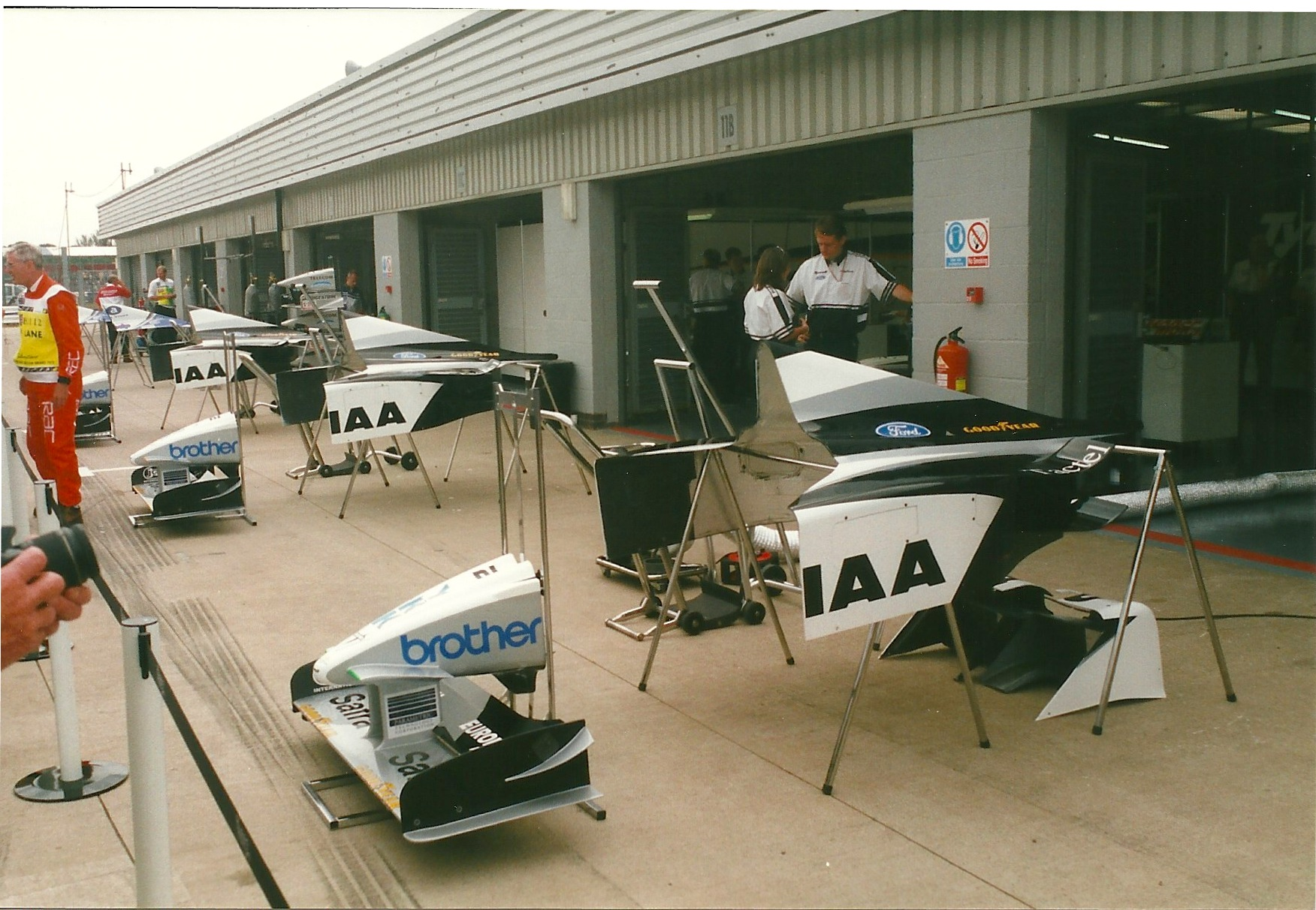
Vue de l'aileron avant et des flancs de la Tyrrell 026, au Grand Prix de Grande-Bretagne 1998.

| Saison | Écurie       | Moteur                       | Pneus    | Pilotes           | Courses | Courses | Courses | Courses | Courses | Courses | Courses | Courses | Courses | Courses | Courses | Courses | Courses | Courses | Courses | Courses | Points inscrits | Classement |
| Saison | Écurie       | Moteur                       | Pneus    | Pilotes           | 1       | 2       | 3       | 4       | 5       | 6       | 7       | 8       | 9       | 10      | 11      | 12      | 13      | 14      | 15      | 16      | Points inscrits | Classement |
| ------ | ------------ | ---------------------------- | -------- | ----------------- | ------- | ------- | ------- | ------- | ------- | ------- | ------- | ------- | ------- | ------- | ------- | ------- | ------- | ------- | ------- | ------- | --------------- | ---------- |
| 1998   | PIAA Tyrrell | Ford-Cosworth JD Zetec-R V10 | Goodyear |                   | AUS     | BRÉ     | ARG     | SMR     | ESP     | MON     | CAN     | FRA     | GBR     | AUT     | ALL     | HON     | BEL     | ITA     | LUX     | JAP     | 0               | 11e        |
| 1998   | PIAA Tyrrell | Ford-Cosworth JD Zetec-R V10 | Goodyear | Ricardo Rosset    | Abd     | Abd     | 14e     | Abd     | Nq      | Nq      | 8e      | Abd     | Abd     | 12e     | Nq      | Nq      | Np      | 12e     | Abd     | Nq      | 0               | 11e        |
| 1998   | PIAA Tyrrell | Ford-Cosworth JD Zetec-R V10 | Goodyear | Toranosuke Takagi | Abd     | Abd     | 12e     | Abd     | 13e     | 11e     | Abd     | Abd     | 9e      | Abd     | 13e     | 14e     | Abd     | 9e      | 16e     | Abd     | 0               | 11e        |

Légende : ici 